# Bilzen
Bilzen là một thành phố và đô thị thuộc tỉnh Limburg gần Hasselt. Ngày 1 tháng 1 năm 2006, Bilzen có tổng dân số 30.057 người. Tổng diện tích là 75,90 km² với mật độ dân số 396 người trên mỗi km².
Bilzen có thành phố Bilzen và các làng: Beverst, Eigenbilzen, Grote-Spouwen, Hees, Hoelbeek, Kleine-Spouwen, Martenslinde, Mopertingen, Munsterbilzen, Rijkhoven, Rosmeer, và Waltwilder.